# Герметиоз

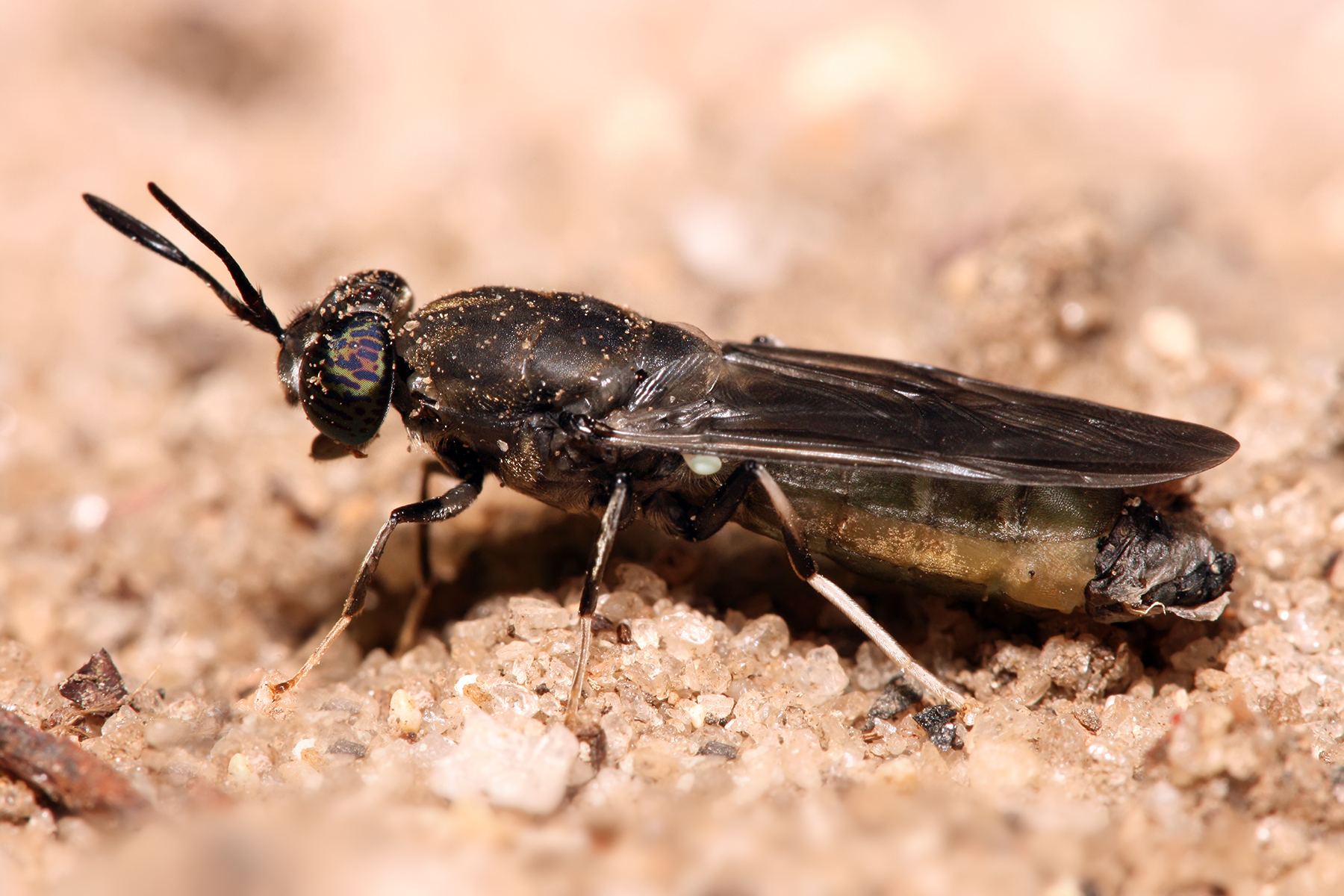
Hermetia illucens.

Герметио́з (лат. hermetiosis) — миаз, вызванный паразитированием личинок мух чёрной львинки Hermetia illucens (отряд двукрылых).
Описаны редкие случаи паразитирования личинок у людей.
Так, известен случай фурункулярного миаза у американки из Сиэтла (штат Вашингтон), посетившей Восточную Африку. В Малайзии описан случай кишечного миаза, вызванного личинками Hermetia illucens у семилетней девочки, при котором личинки наблюдались в рвотных массах. При аналогичном заражении 26-летней белой женщины на Кубе наблюдались жидкий стул и боль в животе. Гастроскопия выявила хронический гастрит с острыми очагами. Лечение производилось с помощью лекарственых растений Artemisia abrotanum, Mentha nemorosa и Matricaria chamomilla и мебендазола. Заражение произошло, по-видимому, при употреблении в пищу немытых фруктов. Кишечный миаз, обусловленный личинками Hermetia illucens, может сочетаться с аскаридозом и характеризоваться болью в животе, эозинофилией и запором.